# Holderness (Nuevo Hampshire)
Holderness es un pueblo ubicado en el condado de Grafton en el estado estadounidense de Nuevo Hampshire. En el Censo de 2010 tenía una población de 2.108 habitantes y una densidad poblacional de 22,72 personas por km².

## Geografía
Holderness se encuentra ubicado en las coordenadas 43°44′45″N 71°35′41″O / 43.74583, -71.59472. Según la Oficina del Censo de los Estados Unidos, Holderness tiene una superficie total de 92.79 km², de la cual 78.92 km² corresponden a tierra firme y (14.95%) 13.87 km² es agua.

## Demografía
Según el censo de 2010, había 2.108 personas residiendo en Holderness. La densidad de población era de 22,72 hab./km². De los 2.108 habitantes, Holderness estaba compuesto por el 97.15% blancos, el 0.47% eran afroamericanos, el 0.38% eran amerindios, el 0.33% eran asiáticos, el 0% eran isleños del Pacífico, el 0.43% eran de otras razas y el 1.23% pertenecían a dos o más razas. Del total de la población el 0.19% eran hispanos o latinos de cualquier raza.